# Кнежлаз
Кнежлаз (на сръбски: Кнежлаз) е село в Черна гора, разположено в община Котор. Населението му според преброяването през 2011 г. е 18 души.

## Население
Численост на населението според преброяванията през годините:
- 1948 – 103 души
- 1953 – 107 души
- 1961 – 97 души
- 1971 – 82 души
- 1981 – 55 души
- 1991 – 43 души
- 2003 – 26 души
- 2011 – 18 души